# نورعین
نورعین (اراک)، روستایی از توابع بخش مرکزی شهرستان اراک در استان مرکزی ایران است.تپه نورعین  که به عنوان یکی از آثار ملی ثبت گردیده در این روستا قرار دارد.

## جمعیت
این روستا در دهستان شمس‌آباد (اراک) قرار دارد و براساس سرشماری مرکز آمار ایران در سال ۱۳۸۵، جمعیت آن ۱۰۷ نفر (۳۲خانوار) بوده‌است.